# Порфиров, Пётр Фёдорович
Пётр Фёдорович Порфи́ров (1 (13) февраля 1870, деревня Осорьино (Ассорино), Чухломской уезд, Костромская губерния — 16 (29) апреля 1903, Санкт-Петербург) — русский поэт и переводчик, лауреат Пушкинской премии (1903).

## Биография
Родился в семье чухломского крестьянина-отходника Фёдора Порфирьевича Порфирова, разбогатевшего и ставшего петербургским домовладельцем. Его братья — художники Иван Фёдорович Порфиров (1868—1942) и Павел Фёдорович Порфиров (1873—1958). Порфиров воспитывался в строго патриархальной обстановке. В возрасте шести лет был отдан в частный пансион, затем после домашней подготовки
учился в седьмой Петербургской гимназии (1881—1888), где обнаружил незаурядные способности к рисованию
и участвовал в литературном кружке. В 1889 поступил на юридический факультет Императорского Санкт-Петербургского университета (параллельно он посещал лекции и на историко-филологическом факультете). После окончания университета в 1893 служил в статистическом отделе Департаменте торговли и мануфактур (с 1900 в учётном отделе Министерства финансов).
Стихи Порфиров начал писать ещё в гимназии; в 15 лет сделал попытку перевода «Слова о полку Игореве». В 1890 году благодаря помощи писателя А. К. Шеллер-Михайлова, ставшего литературным наставником молодого поэта, публикует первое стихотворение («Памяти друга») в журнале «Живописное обозрение». Впоследствии продолжает публиковаться в этом журнале. В 1893 году заканчивает университет с дипломом первой степени, поступает на службу в министерство юстиции, с мая 1894 переходит в министерство финансов. Вскоре издаёт (в качестве составителя) сборник стихов русских поэтов XIX века «Лирика и антология». Его стихи выходят в журналах «Жизнь», «Нива», «Север» и др.
В 1894 году в журналах «Труд» (т. XXIV, № 11) и «Северный вестник» (Отдел I. № 7—8) Порфиров опубликовал перевод 10 рубаи Омара Хайяма. Участвовал в коллективном переводе басен Лафонтена (1901 г.).
В 1898 году издаёт отдельной книгой поэму «Первая любовь». Является активным участником «Пятниц» (литературного салона) Константина Случевского, благодаря чему знакомится почти со всеми русскими литераторами-современниками.
В конце 1890-х начинает публиковать переводы од Горация; в 1902 году издаёт все их в одной книге. За этот сборник переводов Порфиров получает в 1903 году «почётный отзыв» Пушкинской премии Академии наук. Рецензентом переводов Порфирова, выдвинутых на Пушкинскую премию, был И. Ф. Анненский, впоследствии опубликовавший свою рецензию отдельным изданием.
Порфиров умер 16 апреля 1903 года от перитонита, похоронен на Никольском кладбище Александро-Невской лавры. В 1908 году издан посмертный сборник его стихов, который был подготовлен к изданию самим Порфировым незадолго до смерти.
Согласно анонимному автору некролога, посвящённого Порфирову, муза этого поэта «не имеет в себе ничего вычурно-растрёпанного, шального, оргиастического; это необыкновенно порядочная, чистая, несколько конфузливая и меланхолическая женщина с честною, ясною мыслью, простым языком и спокойными здравыми вкусами».